# هاشم سيد عيسى
هاشم سيد عيسى حسن رضي هاشم (ولد في 3 أبريل 1998 في المنامة، البحرين) لاعب كرة قدم دولي بحريني يجيد اللعب في مركز المهاجم. يلعب حاليا لصالح الرفاع الذي ينافس في الدوري البحريني الممتاز منذ 2019.